# Hy Lạp hóa

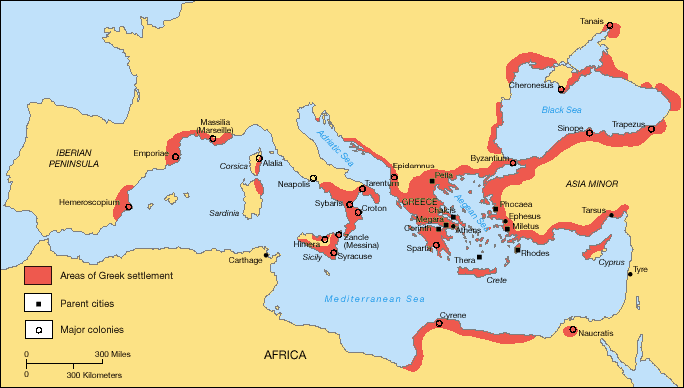
Bản đồ cho thấy các vùng lãnh thổ và thuộc địa của người Hy Lạp dưới thời kỳ Archaic.

Hy Lạp hóa (tiếng Anh: Hellenisation; tiếng Mỹ: Hellenization) là sự truyền bá nền văn hóa Hy Lạp cổ đại trong lịch sử, và ở một mức độ thấp hơn là ngôn ngữ lên người nước ngoài bị Hy Lạp xâm chiếm hoặc đưa vào phạm vi ảnh hưởng của mình, đặc biệt là trong thời kỳ Hy Lạp hóa sau các chiến dịch của Alexandros Đại đế (Vua xứ Macedonia năm 336-323 TCN). Kết quả của Hy Lạp hóa là những yếu tố gốc Hy Lạp kết hợp các hình thức và mức độ khác nhau với các thành phần địa phương. Trong thời hiện đại, Hy Lạp hóa đã gắn liền với việc tiếp nhận nền văn hóa Hy Lạp hiện đại, đồng nhất dân tộc cũng như văn hóa của Hy Lạp.

## Hy Lạp hóa thời xưa

### Thời kỳ Cổ đại
Khái niệm này được áp dụng cho một số bối cảnh lịch sử cổ đại khác, bắt đầu với tiến trình Hy Lạp hóa của những cư dân Hy Lạp sớm nhất như người Pelasgia, Lelege, Lemnia, Eteocypriot ở Síp, Eteocreta và Minoan ở Crete (trước thời Cổ điển), cũng như người Sicel, Elymia, Sicani ở Sicilia và Oenotria, Brutii, Lucani, Messapii và nhiều nhóm dân khác trong vùng lãnh thổ tạo thành Magna Graecia.

### Thời kỳ Hy Lạp hóa

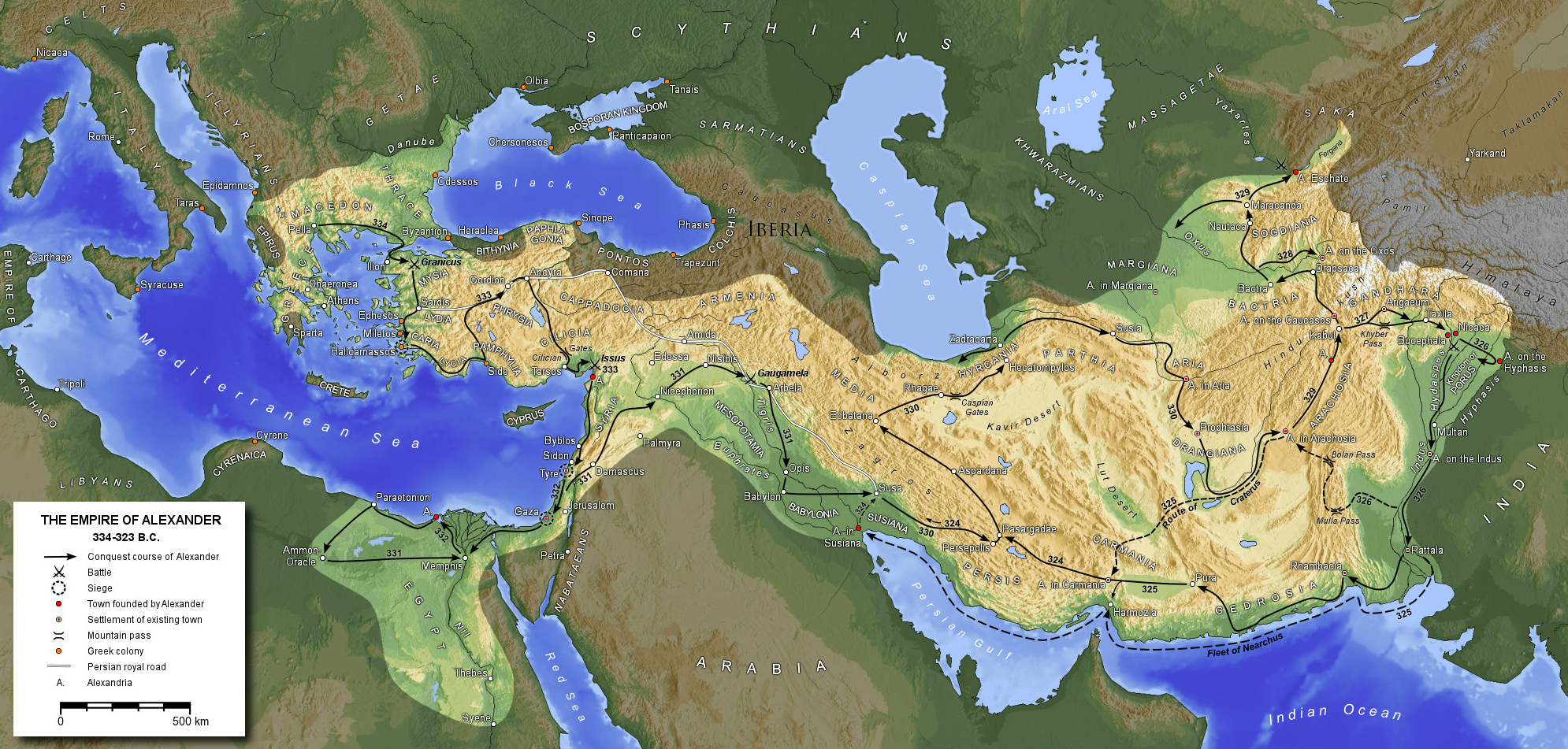
Bản đồ Đế quốc Macedonia vào khoảng năm 323 TCN

Trong suốt thời kỳ Hy Lạp hóa, từ sau cái chết của Alexandros Đại đế, số lượng đáng kể người Assyria, Do Thái, Ai Cập, Ba Tư, Parthia, Armenia và một số dân tộc khác cùng khu vực Balkan, Biển Đen, Đông Nam Địa Trung Hải, Anatolia, Trung Đông và Trung Á đều bị Hy Hạp hóa. Người Bactria, một nhóm dân tộc Iran sống ở Bactria (miền bắc Afghanistan) đã bị Hy Lạp hóa dưới thời Vương quốc Hy Lạp-Bactria và ngay sau khi các bộ lạc khác nhau tại vùng tây bắc của tiểu lục địa Ấn Độ (ngày nay là Pakistan) dưới thời Vương quốc Ấn-Hy Lạp. Cũng có quá trình Hy Lạp hóa các giống dân Thracia, Dardania, Paeonia và Illyria phía nam Lằn ranh Jireček và ngay cả Getae.
Hy Lạp hóa trong thời kỳ Hy Lạp hóa tuy vậy vẫn có những giới hạn của nó. Ví dụ, các khu vực ở miền nam Syria chịu ảnh hưởng bởi nền văn hóa Hy Lạp chủ yếu kéo theo các trung tâm đô thị Seleukos mà tiếng Hy Lạp được sử dụng khá phổ biến. Các vùng nông thôn thì phần lớn đều không bị ảnh hưởng vì hầu hết cư dân nơi đây vẫn nói tiếng Syria và tiếp tục duy trì truyền thống bản địa của họ. Ngoài ra, Hy Lạp hóa không nhất thiết phải liên quan đến sự đồng hóa của các dân tộc không thuộc Hy Lạp kể từ khi người Hy Lạp bị Hy Lạp hóa trong khu vực chẳng hạn như Tiểu Á đã có ý thức về dòng dõi tổ tiên của mình.

### Thời kỳ Trung Cổ
Hy Lạp hóa cũng có thể liên quan đến Đế quốc Byzantine thời Trung Cổ và việc thành lập Constantinopolis của Constantinus Đại đế (thực chất đó chính là Đế quốc Đông La Mã đã bị Hy Lạp hóa). Ngoài ra, nó có thể dựa vào tính ưu việt của nền văn hóa Hy Lạp và tiếng Hy Lạp từ sau triều đại của hoàng đế Heraclius (trị vì 610-641) vào thế kỷ thứ 7.

### Nội thuộc Ottoman
Hy Lạp hóa cũng là kết quả của tình trạng cao hơn mà nền văn hóa Hy Lạp và Giáo hội Chính Thống giáo Hy Lạp được thừa hưởng giữa đám dân cư Kitô giáo Chính Thống của các nước vùng Balkan thời nội thuộc Ottoman.

## Hy Lạp hóa thời nay
Năm 1909, một ủy ban do chính phủ Hy Lạp bổ nhiệm đã báo rằng một phần ba các ngôi làng của Hy Lạp đã thay đổi tên gọi thường là do nguồn gốc không phải Hy Lạp của chúng. Trong các trường hợp khác tên gọi đã được thay đổi từ một cái tên hiện đại có gốc gác Hy Lạp đến khái niệm địa danh của Hy Lạp cổ đại. Một số tên làng được hình thành từ một từ gốc Hy Lạp với một hậu tố nước ngoài, hoặc ngược lại. Phần lớn việc thay đổi tên gọi diễn ra tại các khu vực có người Hy Lạp cư trú, nơi mà một tầng lớp xã hội nước ngoài, hoặc khác nhau về địa danh đã tích lũy qua nhiều thế kỷ. Tuy nhiên, trong một số bộ phận cư dân miền Bắc Hy Lạp lại không nói tiếng Hy Lạp và nhiều địa danh cũ phản ánh nguồn gốc, ngôn ngữ và sự khác biệt về nhân chủng của cư dân nơi đây. Quá trình thay đổi địa danh ở Hy Lạp hiện đại đã được mô tả như là một quá trình Hy Lạp hóa. Việc sử dụng thời nay nhằm kết nối với các chính sách theo đuổi "hài hòa văn hóa và giáo dục của các ngôn ngữ dân tộc thiểu số trong lòng quốc gia Hy Lạp hiện đại" (Cộng hòa Hy Lạp), tức là Hy Lạp hóa nhóm dân tộc thiểu số ở Hy Lạp ngày nay.
Năm 1870, chính phủ Hy Lạp đã bãi bỏ tất cả các trường học Ý tại quần đảo Ionia được sáp nhập vào Hy Lạp sáu năm trước đó. Điều này dẫn đến sự suy giảm cộng đồng người Ý Corfiot vốn đã cư ngụ tại Corfu từ thời Trung Cổ; vào những năm 1940 chỉ có bốn trăm dân Ý Corfiot là còn ở lại.

## Ép buộc Hy Lạp hóa sắc tộc Macedonia ở Hy Lạp
Theo một báo cáo năm 1994 của Tổ chức Theo dõi Nhân quyền dựa trên một sứ mệnh tìm hiểu thực tế trong năm 1993 tại huyện Florina và Bitola, Hy Lạp đã áp bức người thiểu số Macedonia và thực hiện một chương trình nhằm ép buộc Hy Lạp hóa họ. Theo những khám phá của tổ chức này, dân tộc thiểu số Macedonia đã bị chính phủ Hy Lạp từ chối thừa nhận sự tồn tại của họ, từ chối việc giảng dạy ngôn ngữ của họ và những biểu hiện khác của văn hóa dân tộc Macedonia; những thành viên của sắc tộc này "thường bị phân biệt đối xử về công ăn việc làm trong khu vực công trong quá khứ, và có thể phải chịu đựng nạn phân biệt đối xử kiểu này như hiện nay"; các nhà hoạt động dân tộc thiểu số "đã bị truy tố và kết án về sự biểu lộ ôn hòa trong quan điểm của họ" và thường bị "quấy nhiễu bởi chính quyền, theo dõi và bị đe dọa bởi lực lượng an ninh, và phải chịu áp lực về kinh tế và xã hội gây ra từ sự sách nhiễu của chính phủ", dẫn đến một bầu không khí lo sợ. Chính phủ Hy Lạp vẫn tiếp tục phân biệt đối xử với dân tị nạn sắc tộc Macedonia đã trốn sang Nam Tư trong cuộc nội chiến Hy Lạp; trong khi những người tị nạn chính trị Hy Lạp được phép đòi lại quyền công dân của mình thị họ lại không.
Nhà nước Hy Lạp đã yêu cầu các đài phát thanh phải phát sóng bằng tiếng Hy Lạp, do đó không bao gồm ngôn ngữ các dân tộc thiểu số và vì vậy mà phát ngôn viên Slavơ của người Hy Lạp Macedonia (bị chính đảng Cầu Vòng coi là thuộc sắc tộc Macedonia) phải dừng việc đưa vào đài phát thanh tiếng dân tộc thiểu số nói ở Hy Lạp chẳng hạn như tiếng Macedonia.